# آب شور (محله)
آب‌ِ شور که در قدیم سَلغُرآباد نیز نامیده می‌شده یکی از روستاهای قدیمی حومه یزد بوده که امروزه به دلیل گسترش شهر یزد به عنوان محله‌ای قدیمی در یزد شناخته می‌شود. این محله از سمت جنوب به محله یعقوبی و مالمیر، از شمال به کوی طالقانی از غرب به فهادان و از شرق به محله یعقوبی و مریم‌آباد محدود می‌شود.

## نام‌گذاری
سلغرشاه بن اتابک قطب‌الدین یکی از اتابکان یزد بود که در قرن هفتم هجری در نزدیکی محله یعقوبی روستایی بنا کرد و آن را سلغرآباد نامید.او همچنین قناتی برای آن ایجاد نمود که از زمین شوره‌زار به دست می‌آمد که به همین جهت این روستا را آبِ شور نیز می‌خوانند

## مردم
تا دهه‌های گذشته در این محله کشتزارهای گندم، جو و پنبه وجود داشته که آب آن‌ها را قنات سلغرآباد تأمین می‌کرده‌است. مردم این محله علاوه بر کشاورزی به شعربافی نیز اشتغال داشتند که امروزه این مشاغل در این محله به کلی منسوخ شده‌اند.

## مکان‌های شاخص
- بقعه سید نصر
- حسینیه آب شور
- مسجد آب شور
- قنات سلغرآباد